# قصوان تكساني
قصوان تكساني (الاسم العلمي:Cirsium texanum) هو نوع من النباتات يتبع جنس القصوان من الفصيلة النجمية.